# Несветайлов, Владимир Иванович
Владимир Иванович Несветайлов (23 июня 1923 — 4 июня 1989) — советский военнослужащий, участник Великой Отечественной войны, командир танкового взвода 11-й отдельной гвардейской танковой бригады (2-я танковая армия, 2-й Украинский фронт), гвардии лейтенант.

## Биография
Родился 23 июня 1923 года в городе Ростов-на-Дону в семье служащего.
В Красной Армии с июня 1941 года. Учился в Сызранском танковом училище. После его окончания, с июня 1942 года — в действующей армии.
11 марта 1944 года первым вышел к селу Джулинка Бершадский район Винницкой области. Дозор с ходу овладел переправой через реку Южный Буг у села Берёзки-Бершадские Бершадский район Винницкой области и удерживал её до подхода главных сил. В этом бою он уничтожил 4 орудия, 8 автомашин, 5 огневых точек противника.
Указом Президиума Верховного Совета СССР от 13 сентября 1944 года за мужество, отвагу и героизм гвардии лейтенанту Несветайлову Владимиру Ивановичу присвоено звание Героя Советского Союза с вручением ордена Ленина и медали «Золотая Звезда».
После войны в запасе.

Могила Несветайлова на Кунцевском кладбище Москвы.

Умер 4 июня 1989 года. Похоронен на Кунцевском кладбище (12 уч.).